# Procryptocerus seabrai
Procryptocerus seabrai är en myrart som beskrevs av Kempf 1964. Procryptocerus seabrai ingår i släktet Procryptocerus och familjen myror. Inga underarter finns listade i Catalogue of Life.